# Джеры дзуар
 Джеры́ дзуа́р (осет.  Джеры дзуар) — в осетинской мифологии дзуар, который исцеляет душевнобольных. Находится в селении Джер на северо-восточной части Цхинвальского района Республики Южная Осетия, по архитектуре напоминает ране-средневековую грузинскую однокупольную церковь, c колокольней.

## Мифология
Считалось, что Джеры дзуар обитает на горе возле селения Джер в Южной Осетии. К Джеры дзуару обращались с просьбой об исцелении душевнобольного. Джеры дзуару приносился в жертву баран и произносились в строгом порядке определённые молитвы, после которых должно было обязательно наступить выздоровление больного. Если выздоровления не происходило, то жертва и молитвы повторялись. Если и после повторного жертвенного действия выздоровления не происходило, то считалось, что Джеры дзуар был не благосклонен к семье больного. 

## Источник
- А. Б. Дзадзиев и др. Этнография и мифология осетин, Владикавказ, 1994 г., стр. 45 - 46, ISBN 5-7534-0537-1